# Tibnin
Tibnin, Tibnine (arab تبنين) –  wieś w libańskim regionie Dżabal Amil, w dystrykcie Kada Bint Dżubajl, 112 km na południe od Bejrutu. W pobliżu miejscowości znajdują się ruiny zamku Toron, wybudowanego w 1105 roku przez Hugona de Saint-Omer. W latach 1996–2009 stacjonowała w Tibnin kompania remontowa z Polskiego Kontygentu Wojskowego.